# Памятная стела «Погибшим рабочим Пролетарского завода»
Памятная стела «Погибшим рабочим Пролетарского завода» — мемориал (стела) на территории НПО «Пролетарский завод».
Стела установлена около административного здания, где располагается руководство завода, по адресу улица Дудко, дом 3.
Была установлена за счёт собственных средств рабочих в память о погибших в годы блокады Ленинграда и Великой Отечественной войны работниках завода.

## Описание памятника
Памятник представляет из себя мемориальный комплекс, в который входит расположенная по центру гранитная стела, по бокам от которой стоят два участка мемориальной стены.
На центральной стеле размещены четыре бронзовых барельефа — силуэт Исаакиевского собора, силуэт здания завода, ю и два барельефа с изображением бойцов — один посвящён мобилизованным сотрудникам завода, другой — ушедшим в народное ополчение.
Ниже находится текст:
«В память ушедших с завода на фронт и жизнь отдавших за город Ленина. В память о тех, кто погиб на заводе в тяжёлые годы войны и блокады поставлен этот памятник»
Внизу стелы, практически у земли, помещена ещё одна надпись, выполненная более мелким шрифтом:
«От трудящихся объединения в честь 30-летия победы 1975 г»
Около памятника ежегодно проходят торжественно-траурные мероприятия с участием ветеранов завода.
Данный памятник не следует путать с ещё одним, также размещённым на территории «Пролетарского завода», мемориалом в честь погибших в годы войны работников завода. Второй памятник является подарком заводу от сотрудников другого завода — «Экономайзер». Этот завод был присоединён к НПО «Пролетарский завод» в семидесятые годы двадцатого века.

## История
За всё время блокады деятельность «Пролетарского завода» не была прекращена ни разу, несмотря на то, что большая часть оборудования и рабочих были эвакуированы в тыл.
Более половины оставшихся на заводе сотрудников, помимо производственных задач, также выполняли и боевые задачи, связанные с обороной города.
В 1945 году за заслуги рабочих заводу было присуждено переходящее Красное знамя Государственного комитета обороны.
Памятник был установлен в 1975 году.
Автором памятника является скульптор Л. Г. Могилевский
Памятник был внесён в Книгу Памяти под номером 32048 в 2013 году.